# زاك جرينك
زاك جرينك (مواليد 21 أكتوبر 1983) هو لاعب كرة القاعدة أمريكي يلعب في نادي هيوستن أسترو.